# 포스핀
포스핀(phosphine)은 화합물 중 하나로, 화학식은 PH3이다.

## 성질과 안전
순수한 포스핀은 무색 무취이지만, 산업용으로 쓰이는 포스핀은 치환된 화합물이나 다이포스페인(P2H4) 때문에 마늘이나 썩은 생선같은 악취가 난다.
다이포스페인(P2H4)이 있는 경우 포스핀은 자연발화할 수 있다. 태울 경우 흰색의 인산이 생성된다.
PH3 + 2 O2 → H3PO4

## 제법
백린을 수산화 칼륨(또는 수산화 나트륨)과 반응시키면 생성된다.
3 KOH  +  P4  +  3 H2O   →   3 KH2PO2  +  PH3
실험실에서는 인산의 불균등화 반응으로 생성시킬 수 있다.
4  H3PO3   →  PH3  +   3 H3PO4

### 자연
지구 대기중에 아주 낮은 농도로 존재한다. 이는 생화학적인 인의 순환에 의한 것으로 추정된다.
포스핀은 목성의 대기에도 존재하는데, 이는 뜨겁고 압력이 높은 목성 내부에서 만들어진 것이다. 이런 생성 방식은 에너지가 많이 필요하지만 거대 기체 행성의 대류하는 대기 속에서라면 가능하다.
포스핀을 금성의 대기에서 발견했다는 연구 결과도 있으나, 이산화황의 신호를 잘못 본 것이라는 반론도 있다. 목성과 같은 고압 환경을 제외하고 자연계에서 포스핀이 만들어지는 과정은 아직 생명 활동 이외에는 밝혀진 것이 없다. 그렇기 때문에 과학자들은 금성에 아직 알려지지 않은 광화학이나 지구화학, 또는 지구상의 생명 활동과 비슷한 과정에 의해 포스핀이 생성되었을 가능성을 제시했다. 만약 금성 대기에 포스핀이 실제로 존재하고, 포스핀이 다른 화학 과정으로 만들어지지 않았다면 이는 금성에 생명체가 존재한다는 간접적 증거라 할 수 있다.

## 이용

### 반도체
포스핀은 반도체 도핑에 쓰는 도펀트로 쓰인다. 또한 일부 화합물 반도체를 석출하는 과정에서 쓰이는데, 이에는 인화 갈륨과 인화 인듐 등이 있다.

### 농업
포스핀은 식물의 훈증제로 쓰인다.
농약으로 쓰는 고체 인화 알루미늄, 인화 칼슘, 인화 아연 등은 수증기나 쥐의 위산과 반응하여 포스핀을 생성하므로 인화를 막기 위한 처리가 되어 있다.